# La Coudre (Deux-Sèvres)
La Coudre korábbi község Franciaország Új-Aquitania régiójában, Deux-Sèvres megyében. 2016. január 1-jén öt másik korábbi községgel egyesült és az így létrejött Argentonnay új község része lett.
Lakosainak száma 233 fő (2018. január 1.). La Coudre Argentonnay, Bressuire, Saint-Aubin-du-Plain, Voulmentin és Argenton-les-Vallées községekkel határos.

## Népesség
A település népességének változása:
| Lakosok száma | 231  | 223  | 199  | 190  | 190  | 229  | 242  | 237  | 234  | 233  |
|               | 1962 | 1968 | 1975 | 1982 | 1990 | 2008 | 2013 | 2015 | 2017 | 2018 |